# Julieta Marín Torres
Julieta Octavia Marín Torres (Puebla, 16 de marzo de 1944-22 de marzo de 2015) fue una maestra y política mexicana.

## Biografía
Nació en Puebla, hija de Blandina Torres y Crecencio Marín. Su heramano  menor es el político Mario Plutarco Marín Torres, con quien no siempre coincidió en cuanto ideales políticos.
Perteneció al partido Partido Revolucionario Institucional, fue diputada federal en la LXI Legislatura del Congreso de la Unión de México.
Falleció el 22 de marzo de 2015 a los 71 años, de cáncer de pulmón.